# Ichneumon byrdiops
Ichneumon byrdiops är en stekelart som beskrevs av Heinrich 1956. Ichneumon byrdiops ingår i släktet Ichneumon och familjen brokparasitsteklar. Inga underarter finns listade i Catalogue of Life.